# ヒッチコック・スリラーシリーズ
ヒッチコック・スリラーシリーズは、1976年7月に勁文社のレーベル「ジーンズ・ブックス」から刊行されたアンソロジーの叢書。
新書版変型（92mm×172mm）、帯付き。全4冊。

## 概要
アルフレッド・ヒッチコック監修の触れ込みで、『Alfred Hitchcock's Mystery Magazine』に掲載された作品から編まれた日本オリジナルのアンソロジーである。
翻訳は編集プロダクションの株式会社アドバルーン。カバーデザインは中野智雄が担当。

## 掲載作品
※は、各巻表紙に記載された日本オリジナルの英題。
◆『死霊の館』(※Fat Jow and The Manifestations) 1976.7
- 「死霊の館」（Fat jow and the Manifestations、ロバート・アラン・プレイアー (Robert Alan Blair)）
- 「子供は嫌い」（The Misopedist、ジェイムズ・ホールディング (James Holding)）
- 「静かなる殺人」（Mildly Murderous、エリジャア・エリス (Elijah Ellis)）
- 「とかく女は」（Don't Call It Murder、C・B・ジルフォード (Charles Bernard Gilford)）
- 「プラン19」（Plan Nineteen、ジャック・リッチー (Jack Ritchie)）

「脱走計画No.19」（森愼一訳）の別題で、ミステリマガジン 1981/5 No.301に掲載
- 「夜の声」（Voice In The Night、ロバート・コルビー (Robert A. Colby)）

◆『蜂』(※Stung) 1976.7
- 「蜂」（Stung、アーサー・ポーシス (Arthur Porges)）

「刺した!」（各務三郎訳）の別題で、ショートショートランド(講談社) 1983/3に掲載
- 「証拠は夢にきけ」（Trianglar Weekend、C・B・ジルフォード）

「夢の中の犯罪」（久里瀬いと訳）の別題、ヒッチコック・マガジン 1961/5 No.22に掲載
- 「冷凍庫14」（Drawer 14、トルメイジ・パウエル (Talmage Powell)）
- 「死神は棺桶の中」（Six Skinny Coffins、ジョナサン・クレイグ (Jonathan Craig)）
- 「殺人訪問」（Murder Door to Door、ロバート・コルビー）
- 「スペードの2」（You Can't Win 'Em (At) All、エド・ラッシー (Ed Lacy)）

◆『謎のキャンパス殺人』(※Devil in Ambush) 1976.7
- 「謎のキャンパス殺人」（Devil in Ambush、C・B・ジルフォード）

「ホリス教授の優雅な生涯」（丸本聰明訳）の別題で、別冊宝石 1963/11に掲載
- 「引き裂かれた新聞広告」（Item、ヘンリー・スレッサー (Henry Slesar)）

「ある記事」（高橋泰邦訳）の別題で、ヒッチコック・マガジン 1962/9 No.38に掲載
「新聞広告」（大井良純訳）の別題で、ミステリマガジン 1986/9に掲載
- 「虎の吠える夜」（Day of the Tiger、ジャック・ウェッブ）
- 「ニセ札」（The Sawbuck Machine、フランク・シスク (Frank Sisk)）
- 「人知れぬ楽しみ」（Comfort, In A Land Of Strangers、ミッチェル・ブレッド (Michael Brett)）
- 「隣の視線」（A Neighborly Observation、リチャード・ハードウィック (Richard Hardwicke)）

◆『蝿人間』(※The Human Fly) 1976.7
- 「蝿人間」（The Human Fly、シド・ホフ (Syd Hoff)）
- 「桃」（Lonely Place、ジャック・ウエヴ (Jack Webb)）

「桃の収穫の季節」（山本俊子訳）の別題で、ミステリマガジン 1984/5 No.337に掲載
- 「著作権」（Curtain Speech、エド・ラッシー）

「天才の夢」（丸本聰明訳）の別題で、ヒッチコック・マガジン 1962/4 No.33に掲載
- 「命の値段」（Settlement Out of Court、フレッチャー・フローラ (Fletcher Flora)）
- 「バーゲン狂」（The Steal at the Place、ジェームズ・ホールディング）
- 「掟」（Welcome to My Prison、ジャック・リッチー）

「ようこそお越しを」（野木愼二訳）の別題で、ヒッチコック・マガジン 1960/12 No.17に掲載
- 「警官に手を出すな」（Cop Killer、ジェームズ・ホールディング）

「巡査殺し」（森郁夫訳）の別題で、ヒッチコック・マガジン 1963/1 No.42に掲載